# Bánh torte Sacher

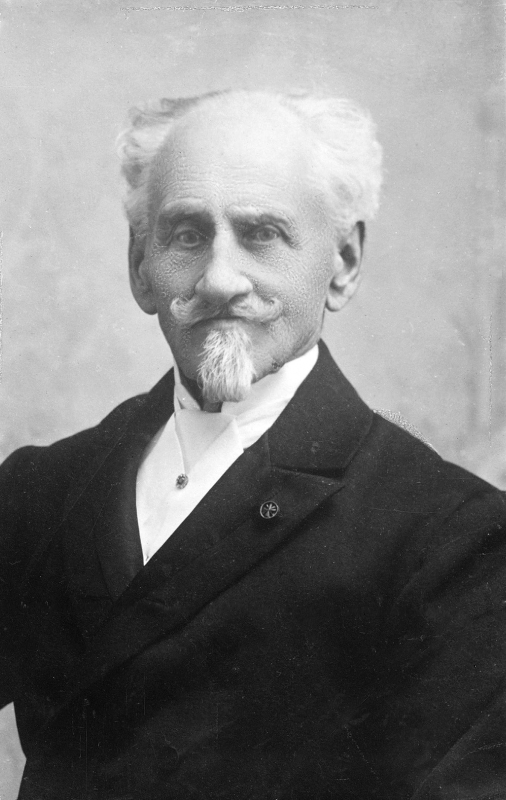
Franz Sacher

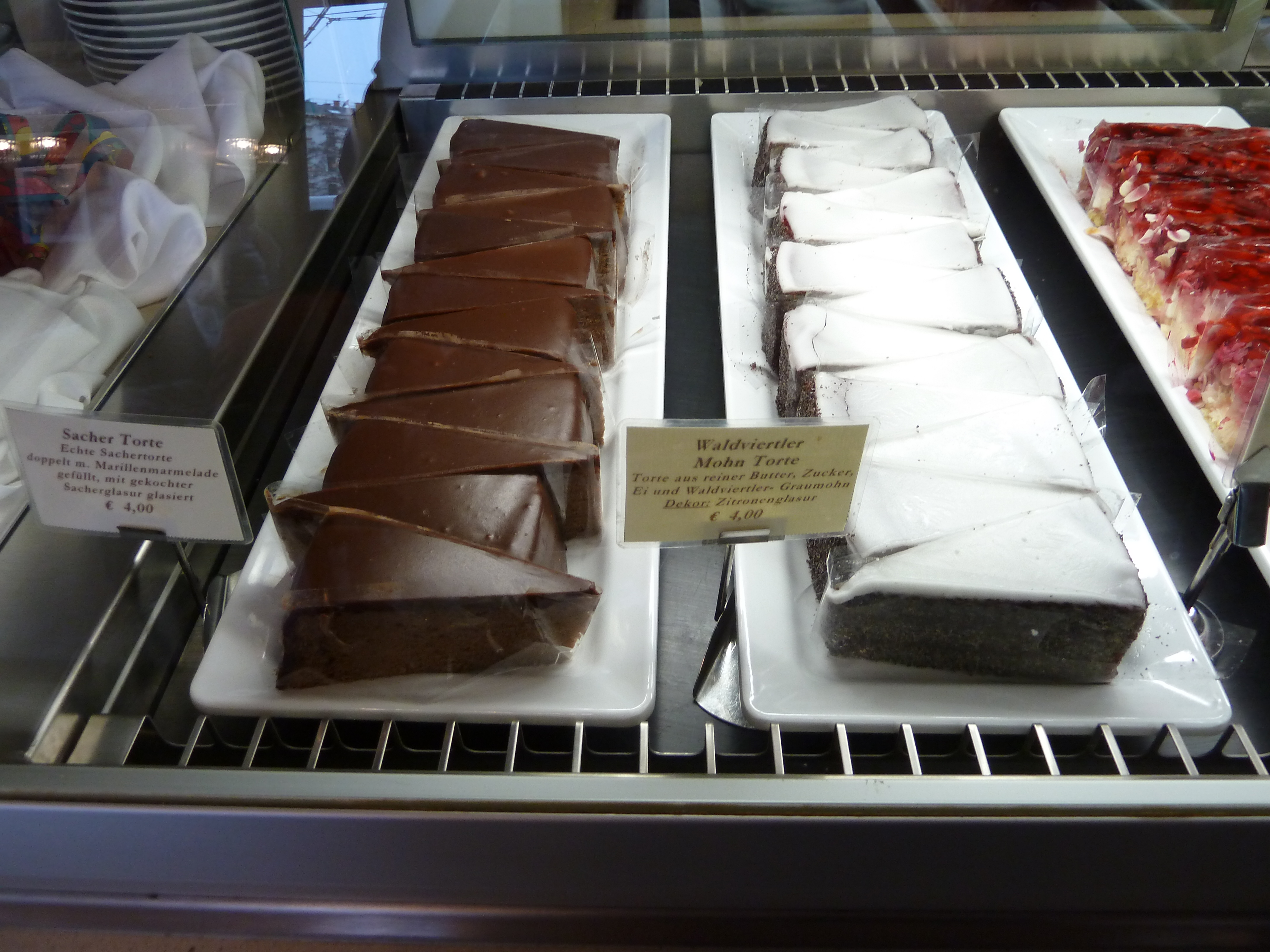
Sachertorte bán tại một quán cà phê

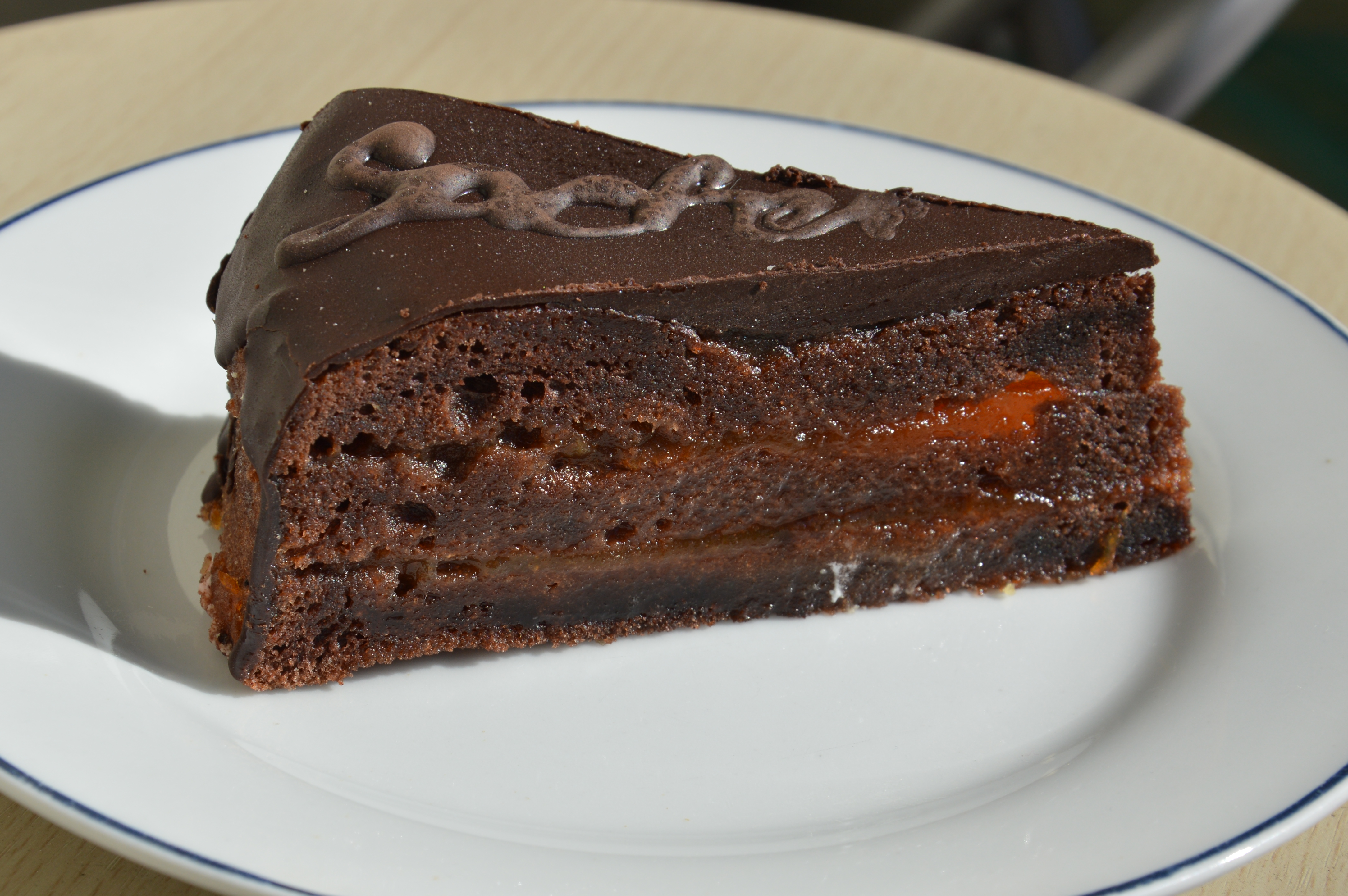
Sachertorte từ Budapest.

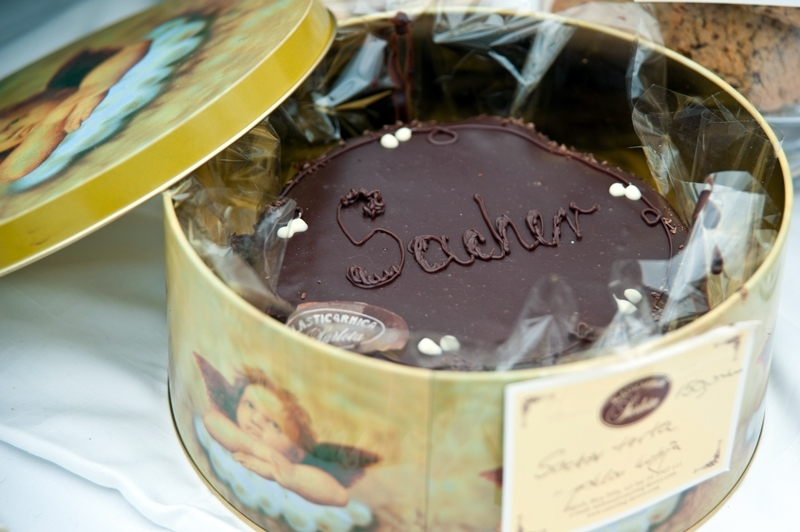
Sachertorte như một món quà

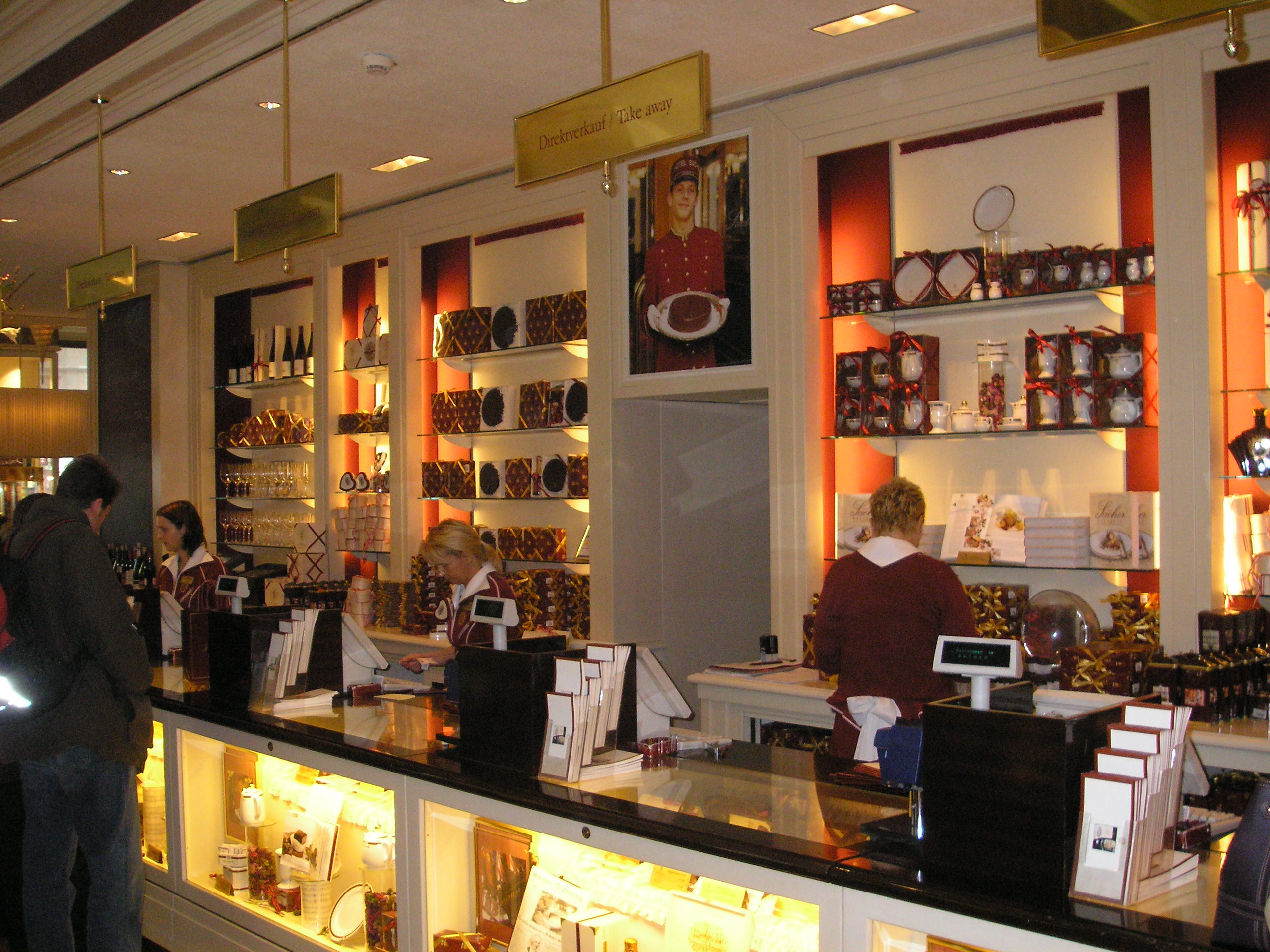
Bên trong tiệm của Café Sacher

Bánh torte Sacher hay Sachertorte (phát âm tiếng Đức: [ˈzaxɐˌtɔʁtə] ⓘ) là một loại bánh ngọt sô cô la đặc biệt, sáng chế bởi người Áo Franz Sacher vào năm 1832 cho Hoàng tử Wenzel von Metternich ở Vienna, Áo Nó là một trong những đặc sản ẩm thực Vienna nổi tiếng nhất. Ngày 5 tháng 12 là ngày Sachertorte quốc gia.

## Lịch sử
Sachertorte được phát minh bởi Franz Sacher, một đầu bếp bánh ngọt của Chưởng ấn Metternich. Sachertorte vẫn phổ biến ở Áo và trên toàn thế giới.

## Thành phần

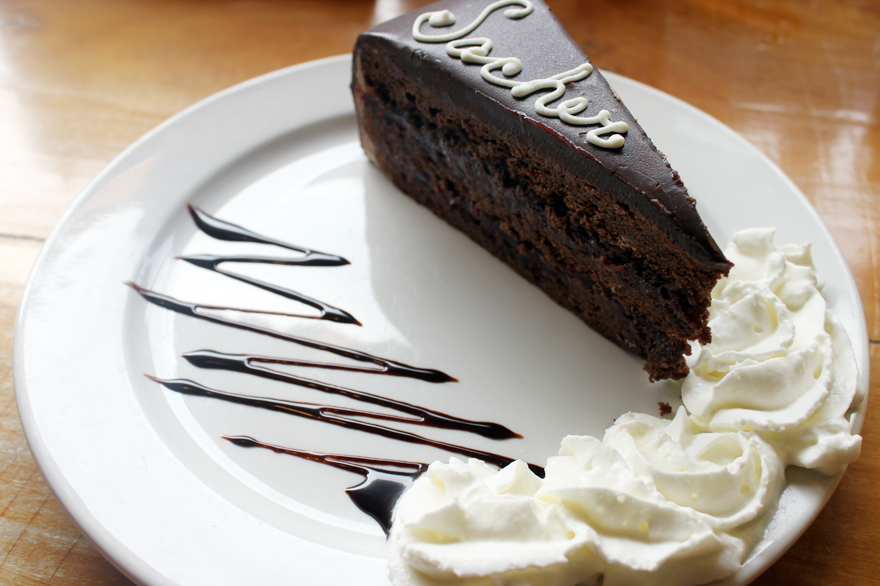
Bánh kem chữ Sacher

Chiếc bánh bao gồm một chiếc bánh sô cô la đặc với một lớp mứt mơ mỏng ở trên, phủ lớp sô cô la đen đóng băng ở mặt trên và mặt bên. Theo truyền thống, nó được phục vụ với kem đánh bông không đường.

## Biến thể
Bánh Sacher "nguyên bản" có hai lớp mứt mơ giữa lớp ngoài sô cô la đóng băng và đế xốp, trong khi "Eduard-Sacher-Torte" của Demel chỉ có một lớp. Bánh của Demel dày hơn và mịn hơn.
Một số công thức khác nhau cho các loại bánh tương tự như "Bản gốc" được liệt kê dưới đây. Ví dụ, tại "Graz-Kulturhauptstadt 2003", một lễ hội đánh dấu thành phố Graz được tuyên bố là thủ đô văn hóa năm đó, "Sacher-Masoch-Torte" đã được giới thiệu (tên của nó ám chỉ Leopold von Sacher-Masoch), sử dụng mứt lý chua và marzipan.

## Sản xuất và bán "Bánh Sacher gốc"
"Sacher Torte gốc" của Khách sạn Sacher được bán tại các chi nhánh ở Vienna và Salzburg của Khách sạn Sacher, tại các chi nhánh của Cafe Sacher ở Innsbruck và Graz, tại Cửa hàng Sacher ở Bolzano, trong khu vực miễn thuế của sân bay Vienna và thông qua cửa hàng trực tuyến của Khách sạn Sacher.
Công thức của phiên bản bánh của Khách sạn Sacher là một bí mật được bảo vệ chặt chẽ. Những người kín đáo cho rằng bí mật về sự khao khát của Sacher Torte không nằm ở chính các thành phần của bánh, mà là các thành phần của sô cô la đóng băng. Theo thông tin có sẵn rộng rãi, các loại sô cô la đặc biệt, được sản xuất độc quyền bởi các nhà sản xuất khác nhau cho mục đích duy nhất này. Khách sạn có được các sản phẩm này từ Lübeck ở Đức và từ Bỉ.
Khách sạn Sacher đã cố gắng hết sức để phân biệt Sacher Torte gốc với các biến thể khác. Điều này bao gồm bốn góc vàng trên hộp gỗ, bản khắc gỗ của Khách sạn Sacher Wien cũng như của "Das Original" và khách sạn Sacher Wien, bằng văn bản ở bên trong nắp và giấy gói màu đỏ bordeaux với họa tiết Biedermeier.

### Tranh chấp pháp lý với Demel's
Năm 1934, cửa hàng bánh ngọt Demel bắt đầu bán "Eduard Sacher-Torte", trong khi khách sạn Sacher bán "Sacher-Torte gốc". Các chủ sở hữu của khách sạn đã kiện Demel vì vi phạm thương hiệu và giành chiến thắng vào năm 1938. Vụ kiện đã được kháng cáo sau chiến tranh và cuối cùng khách sạn được trao quyền độc quyền gọi phiên bản của họ là "bản gốc".